# Kuntanhosahalli, Hangal
Kuntanhosahalli là một làng thuộc tehsil Hangal, huyện Haveri, bang Karnataka, Ấn Độ.